# Jägerdenkmal (Naumburg)

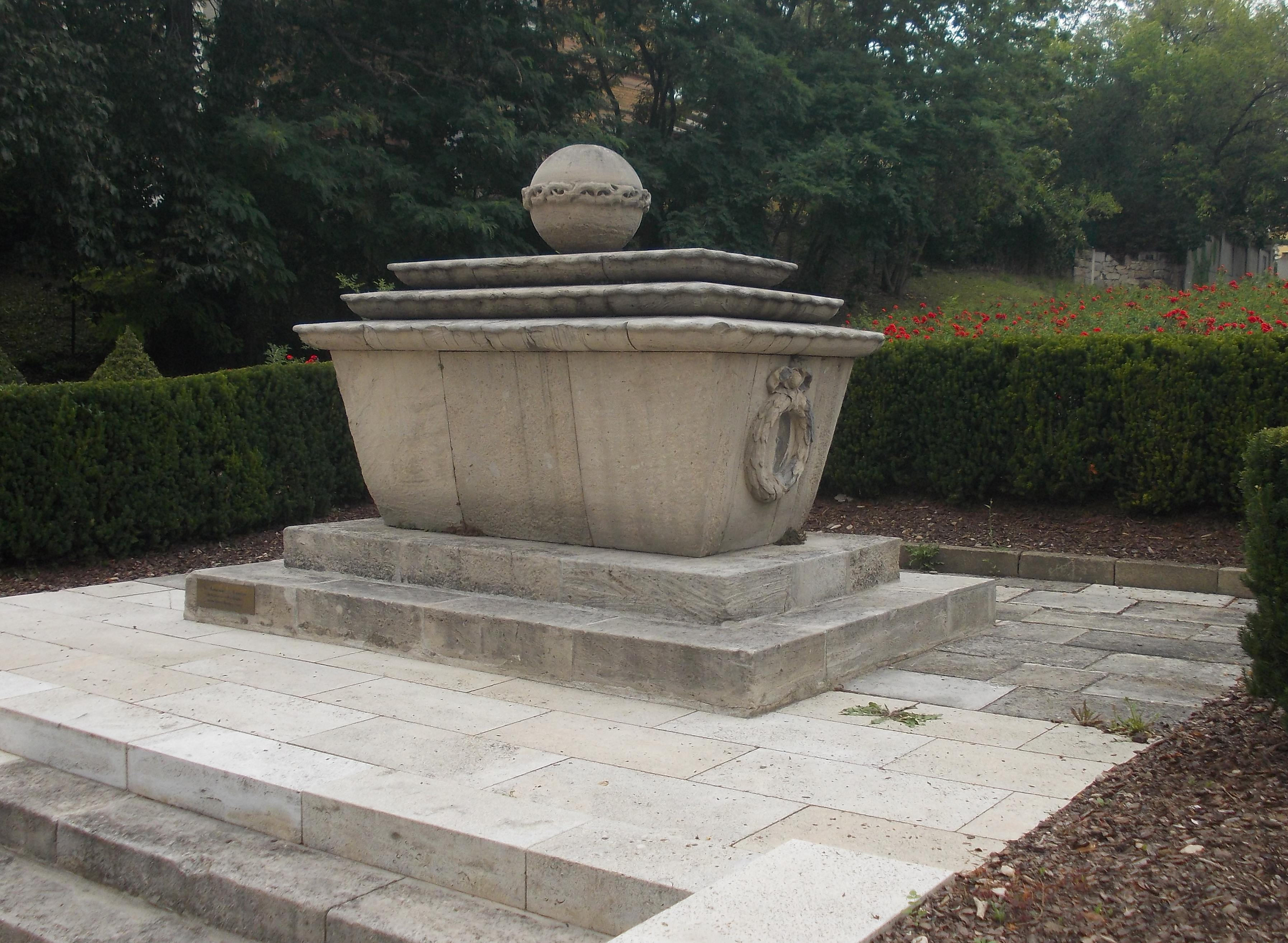
Jägerdenkmal in Naumburg

Das Jägerdenkmal ist ein Kriegerdenkmal in Naumburg (Saale) in Sachsen-Anhalt.
Gewidmet wurde es den im Ersten Weltkrieg gefallenen Angehörigen der in der Nähe befindlichen einstigen Jägerkaserne. Es wurde 1923 nach einem Entwurf des Stadtbaurates Friedrich Hoßfeld errichtet. Die Ausführung lag bei dem Steinbildhauer Karl Kruschwitz. Nach diesen Jägern wurde auch die Jägerstraße in Naumburg benannt.
Das aus Kalkstein gefertigte Denkmal an der Kreuzung Bergstraße/Spechsart wurde in Form eines Sarkophags ausgeführt, das mit einer Kugel mit Gliederband bekrönt ist. Diese wiederum ist auf einem dreistufigen Kissen aufgelegt. An den Schmalseiten ist ein Lorbeerkranz zu sehen. Es ist nicht ebenerdig angelegt, sondern steht auf einer Plattform, die über eine dreistufige Treppe zu erreichen ist. Auch da wiederum erhebt sich der Sarkophag nochmals zweistufig. Das Denkmal ist mit einer Hecke umgeben.
Das Jägerdenkmal steht auf der Liste der Kulturdenkmale in Naumburg (Saale).